# 정민경 (1969년)
정민경(1969년 1월 8일 ~ )은 대한민국의 배우이다.

## 생애
1988년 연극배우 첫 데뷔하였으며 1991년 KBS 한국방송공사 14기 공채 탤런트 정식 데뷔하였고 1993년 영화 《뜨거운 비》의 단역을 통하여 영화배우 데뷔하였다.

## 출연작

### 영화
- 1993년 《뜨거운 비》

### TV 드라마
- 1993년 KBS 《들국화》
- 1993년 KBS 《대추나무 사랑 걸렸네》
- 1993년 KBS 《청춘극장》
- 1994년 KBS 《느낌》
- 1994년 KBS 《남자는 외로워》
- 1995년 KBS 《바람은 불어도》
- 1995년 KBS 《젊은이의 양지》
- 1995년 MBC 《제4공화국》
- 1995년 SBS 《코리아게이트》
- 1996년 EBS 《감성세대》
- 1996년 KBS 《신고합니다》
- 1997년 KBS 《파랑새는 있다》
- 1997년 KBS 《대추나무 사랑 걸렸네》
- 1998년 KBS 《그대 나를 부를 때》
- 1999년 MBC 《국희》
- 2000년 SBS 《왕룽의 대지》
- 2001년 KBS 《귀여운 여인》
- 2001년 KBS 《우리가 남인가요》
- 2001년 KBS 《쿨》